# Charles de Saint-Paul
Charles de Saint-Paul ou Charles Vialart de Saint-Paul, né en 1592, mort le 15 septembre 1644, était un ecclésiastique  et historien français qui vécut pendant le règne de Louis XIII. il fut supérieur général de l'ordre des Feuillants de 1628 à 1634 et de 1637 à 1643 et évêque d'Avranches de 1640 à 1644.

## Biographie
Charles Vialart est le fils de Félix Vialart, seigneur de La Forest, maitre des requêtes, et de Jeanne Hennequin.
Destiné à l'Église,  il devient abbé de Notre-Dame des Feuillants dans le diocèse de Rieux et supérieur général de l'Ordre des Feuillants de 1628 à 1634 et de 1637 à 1643. 
Désigné comme évêque d'Avranches en 1640, confirmé le 26 mai 1642 et consacré en juillet par Léonore d'Estampes de Valençay, évêque de Chartres en même temps que son neveu Félix Vialart de Herse, évêque de Châlons à Paris dans l'église du couvent des Feuillants. Son épiscopat est bref car il meurt à 52 ans le 1644 et il est inhumé dans la cathédrale au pied du grand autel.
Charles Vialart fait également œuvre d'historien du cardinal de Richelieu avec son Histoire du ministère d'Armand Jean du Plessis cardinal duc de Richelieu, sous le règne de Louys le Juste, XIIIe du nom, roy de France et de Navarre publiée en 1650.

## Publications
- Histoire du ministère d'Armand-Jean du Plessis, cardinal duc de Richelieu, sous le règne de Louys le Juste, XIII. du nom, Roy de France & de navarre. À Paris 1650. Il dresse ici un tableau très complet du ministère du cardinal de Richelieu. Il étudie chronologiquement tous les évènements importants du règne de Louis XIII, en insistant en particulier sur les aspects singuliers de politique extérieure du cardinal. Il s'appuie pour cela sur une très importante documentation, avec en particulier des lettres inédites concernant les négociations des "affaires de Piedmont & du Montferrat" qui sont reproduites dans l'ouvrage. Il ajoute à cette étude historique des réflexions politiques personnelles, qu'il base sur une histoire plus ancienne. D'une rare violence à l'égard du principal ministre de Louis XIII, cet ouvrage déchaina les foudres de la censure et fut condamné au feu par arrêt du Parlement du 11 mai 1650.
- Le temple de la félicité, où se voient divers Tableaux qui représentent tout ce qui a pouvoir de rendre l'homme content et heureux en cette vie, Paris, 1630.
- Tableau de la Magdelaine en l'estat de parfaite amante de Jesus. Où se voient les exercices par lesquels on peut arriver à la gloire d'un semblable estat 1628 .
- Tableaux des qualités éminentes de S. Joseph, Paris, 1629.